# Convergència Social
Convergència Social (CS) va ser un partit polític xilè d'esquerra, fundat el 2018 producte de la fusió dels moviments polítics Moviment Autonomista (MA), Esquerra Llibertària (IL; es va retirar al desembre de 2019), Nova Democràcia (ND) i Socialisme i Llibertat (SOL), tots ells integrants de la coalició Front Ampli (FA) fins a aquell moment. El 17 de gener de 2020 va presentar davant el Servei Electoral (Servel) el nombre de signatures exigides per legalitzar-se.
El 19 d'abril de 2024 va iniciar el procés de fusió amb el partit Revolució Democràtica per a crear una nova col·lectivitat denominada Front Ampli, reemplaçant a la coalició homònima.

## Resultats electorals

### Eleccions parlamentàries
| Any  | Diputats | Diputats | Diputats | Senadors | Senadors | Senadors |
| Any  | Vots     | %        | Escons   | Vots     | %        | Escons   |
| ---- | -------- | -------- | -------- | -------- | -------- | -------- |
| 2021 | 287.190  | 4,54     | 9 / 155  | 59.493   | 1,28     | 0 / 50   |

### Eleccions municipals
| Any  | Alcaldes | Alcaldes | Alcaldes | Regidors | Regidors | Regidors   |
| Any  | Vots     | %        | Escons   | Vots     | %        | Escons     |
| ---- | -------- | -------- | -------- | -------- | -------- | ---------- |
| 2021 | 53.953   | 0,85     | 3 / 345  | 183.528  | 3,02     | 51 / 2.252 |

### Eleccions a Consellers Regionals
| Any  | Vots    | %    | Escons   |
| ---- | ------- | ---- | -------- |
| 2021 | 217.259 | 3,54 | 10 / 302 |

### Eleccions de convencionals constituents
| Any  | Vots    | %    | Escons  |
| ---- | ------- | ---- | ------- |
| 2021 | 184.327 | 3,23 | 6 / 155 |

### Eleccions de consellers constitucionals
| Any  | Vots    | %    | Escons |
| ---- | ------- | ---- | ------ |
| 2023 | 560.316 | 5,72 | 4 / 50 |

#### Presidents
| N.º. | Titular | Titular                          | Inici                | Final               |
| ---- | ------- | -------------------------------- | -------------------- | ------------------- |
| 1    |         | Gael Yeomans Araya               | 16 de maig de 2019   | 10 d'agost de 2020  |
| 2    |         | Alondra Arellano Hernández       | 10 d'agost de 2020   | setembre de 2021    |
| -    |         | Francisca Perales Flores (s)     | setembre de 2021     | 11 de març de 2022  |
| -    |         | Ximena Peralta Fierro (Portaveu) | 11 de març de 2022   | 26 d'octubre de 22  |
| 3    |         | Diego Ibáñez Cotroneo            | 26 d'octubre de 2022 | 1 de juliol de 2024 |

#### Secretaris generals
| N.º. | Titular | Titular                      | Inici                | Final                |
| ---- | ------- | ---------------------------- | -------------------- | -------------------- |
| 1    |         | Lucas Cifuentes Croquevielle | 16 de maig de 2019   | novembre de 2019     |
| 2    |         | Paula Rojas Ortega           | novembre de 2019     | 10 d'agosto de 2020  |
| 3    |         | Javiera Menay Caballero      | 10 d'agost de 2020   | 26 d'octubre de 2022 |
| 4    |         | Lorena Meneses Quiroz        | 26 d'octubre de 2022 | 1 de juliol de 2024  |

## Autoritats

### Presidents de la República

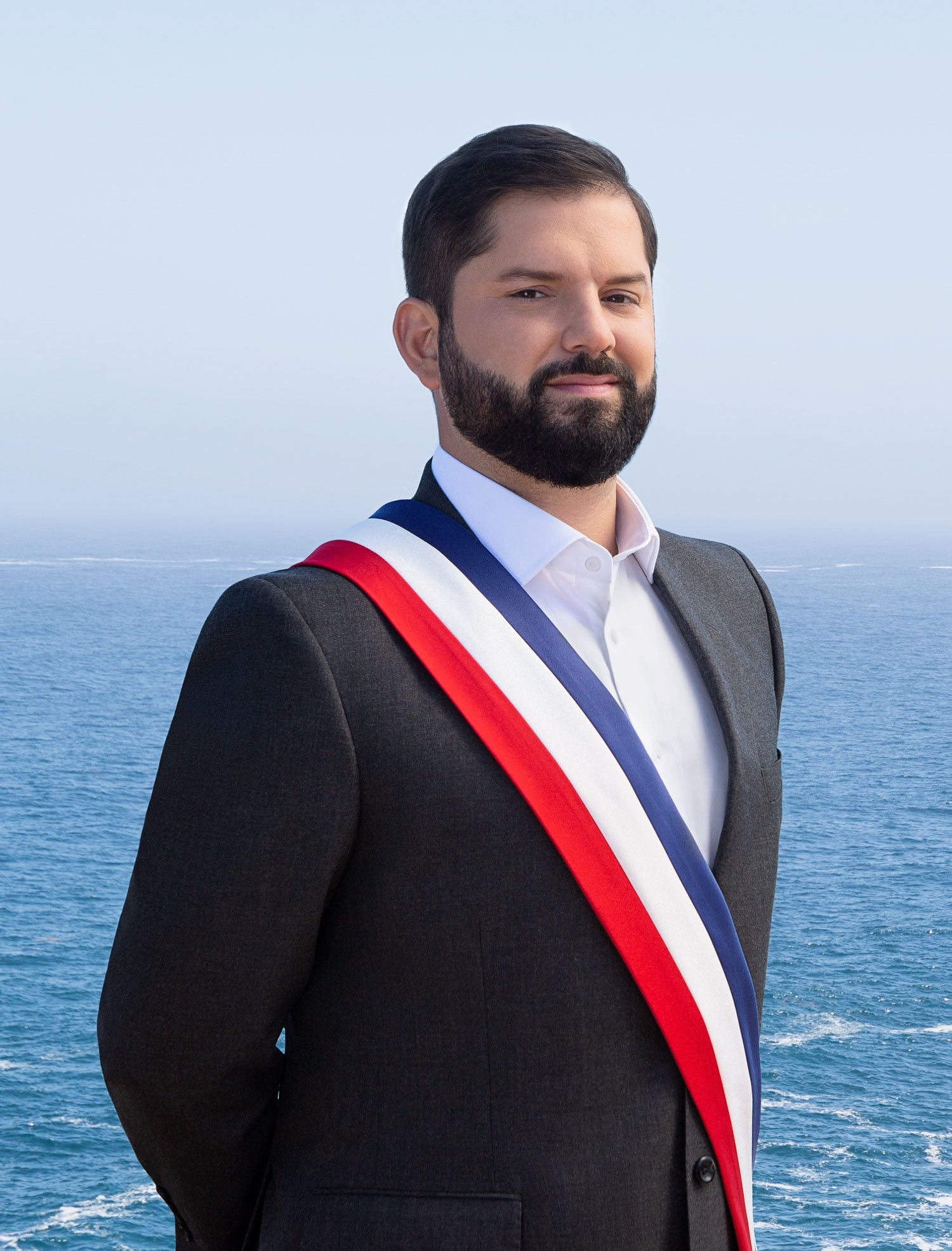
Gabriel Boric Font 2022-2026